# 沼南駅
沼南駅（しょうなんえき）は、埼玉県上尾市大字原市にある、埼玉新都市交通伊奈線（ニューシャトル）の駅である。駅番号はNS08。

## 歴史
- 1983年（昭和58年）12月22日 - 開業[1][2]。
- 2004年（平成16年）4月 - エレベーター（大宮方面ホーム、丸山・内宿方面ホームにそれぞれ1基ずつ）設置。
- 2007年（平成19年）3月18日 - ICカードSuica供用開始[1]。
- 2017年（平成29年）7月21日 - 改札口付近にLCD式発車標を設置。

## 駅構造
相対式ホーム2面2線を有する高架駅。改札は大宮寄りにある。丸山駅南側で上越新幹線と東北新幹線が立体交差で分岐するため、丸山駅北側から原市駅北側まで上越新幹線の高架が上下線で独立している。東北新幹線の高架を間に挟むニューシャトル最後の駅でもある。
途中駅の中では地上からホームへの高低差が最も高いことから、2004年にニューシャトルの途中駅で初めてエレベーターが上尾市のバリアフリー政策により設置された。
のりば
| 番線 | 路線                     | 行先     |
| ---- | ------------------------ | -------- |
| 1    | 伊奈線（ニューシャトル） | 内宿方面 |
| 2    | 伊奈線（ニューシャトル） | 大宮方面 |

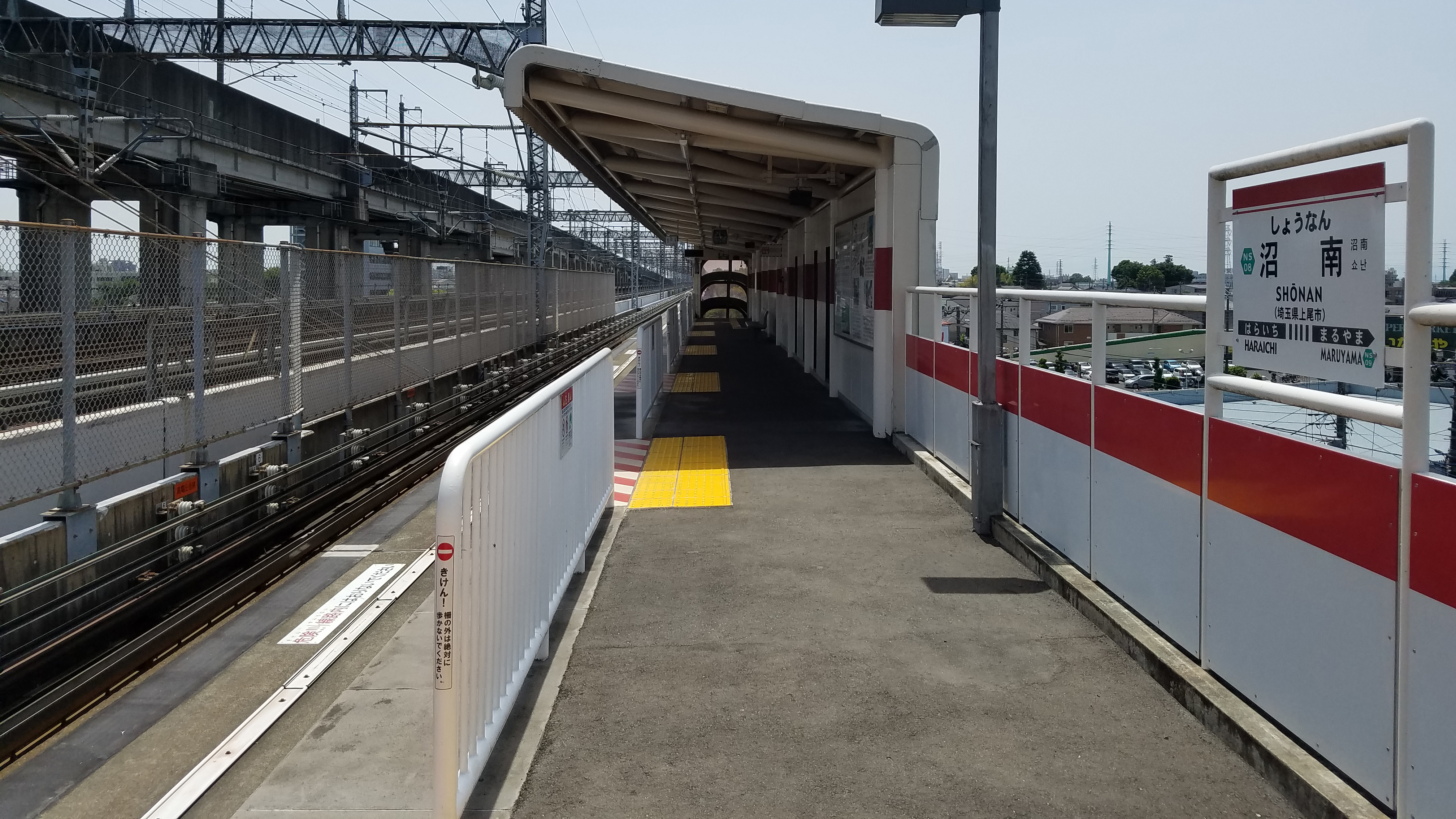
1番線ホーム （2021年5月）
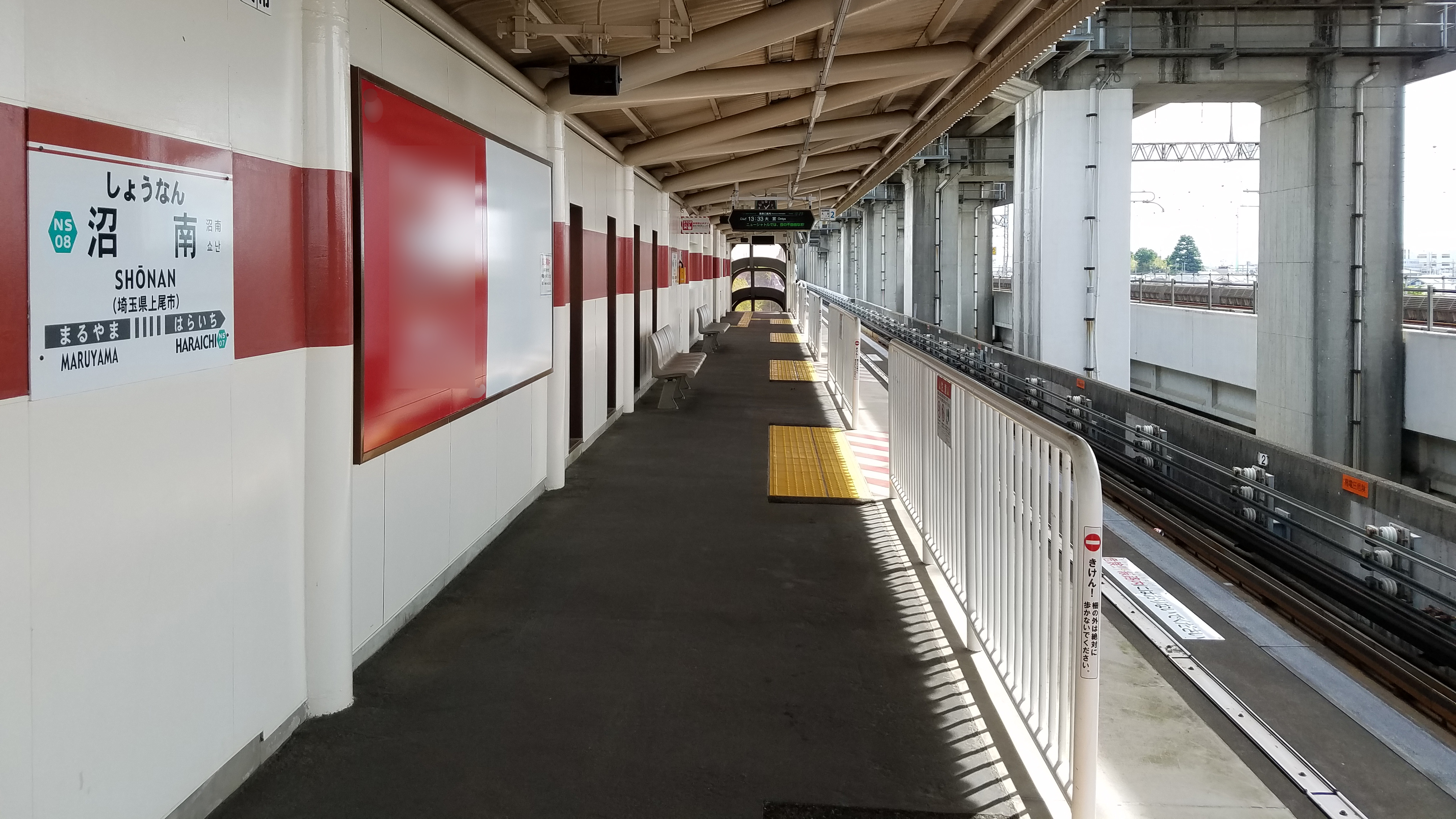
2番線ホーム （2021年5月）

## 利用状況
2022年度の1日平均乗車人員は1,703人である。
近年の1日平均乗車人員は下表のとおりである。
| 年度               | 1日平均 乗車人員 |
| ------------------ | ---------------- |
| 1993年（平成05年） | 1,675            |
| 1994年（平成06年） | 1,703            |
| 1995年（平成07年） | 1,753            |
| 1996年（平成08年） | 1,842            |
| 1997年（平成09年） | 1,851            |
| 1998年（平成10年） | 1,853            |
| 1999年（平成11年） | 1,817            |
| 2000年（平成12年） | 1,790            |
| 2001年（平成13年） | 1,726            |
| 2002年（平成14年） | 1,714            |
| 2003年（平成15年） | 1,729            |
| 2004年（平成16年） | 1,793            |
| 2005年（平成17年） | 1,816            |
| 2006年（平成18年） | 1,860            |
| 2007年（平成19年） | 1,825            |
| 2008年（平成20年） | 1,887            |
| 2009年（平成21年） | 1,908            |
| 2010年（平成22年） | 1,941            |
| 2011年（平成23年） | 1,881            |
| 2012年（平成24年） | 1,882            |
| 2013年（平成25年） | 1,936            |
| 2014年（平成26年） | 1,890            |
| 2015年（平成27年） | 1,933            |
| 2016年（平成28年） | 1,944            |
| 2017年（平成29年） | 1,950            |
| 2018年（平成30年） | 1,941            |
| 2019年（令和元年） | 1,900            |
| 2020年（令和02年） | 1,493            |
| 2021年（令和03年） | 1,580            |
| 2022年（令和04年） | 1,703            |

## 駅周辺
旧原市町の中心地であり、ニューシャトル開業前から原市支所や商店、都市再生機構原市団地（1966年竣工）などの住宅街、埼玉県立上尾鷹の台高等学校が所在し、上尾駅 - 東大宮駅間の路線バス（東武バスウエスト上尾営業所）が運行されていた。丸山駅との間の北側に沼南の由来となる原市沼川と原市沼（古代蓮の名所）があり、原市沼から原市駅にかけて高架沿いに並木道が整備されている。1997年に駅西側に位置する埼玉県道5号さいたま菖蒲線・第二産業道路に向けて都市計画道路沼南駅停車場線が整備され、駅前に大型スーパーとドラッグストアが出店するなど、ニューシャトル途中駅のなかでは駅前が拓けている。
2010年には土地区画整理事業により東側にロータリーが整備され、上尾市内循環バスぐるっとくんとタクシーの乗り入れが開始された。西側には新幹線へ給電するJR東日本新大宮変電所（AT饋電方式）や、栄北高等学校の野球場がある。
- 上尾市役所原市支所
- 上尾市立原市小学校
- 上尾市立原市中学校
- 上尾原市団地内郵便局
- 原市郵便局
- 原市保育所
- 栄北高等学校ベースボールスタジアム
- 埼玉県立上尾鷹の台高等学校
- ふるさとの森景観地
- 上尾伊奈斎場つつじ苑
- 埼玉県道3号さいたま栗橋線
- いなげや上尾沼南店
- ドラッグストア セキ沼南店

## 路線バス
朝日自動車・東武バスの「沼南駅前」停留所は西側の沼南駅停車場線沿い（いなげや・ドラッグストア セキ前）に設置。
| 乗り場   | 系統                         | 主要経由地                                     | 行先       | 運行会社                     | 備考                                   |
| -------- | ---------------------------- | ---------------------------------------------- | ---------- | ---------------------------- | -------------------------------------- |
| 沼南駅前 |                              | 原市団地北口・尾山台小学校                     | 東大宮駅   | 朝日自動車                   |                                        |
| 沼南駅前 |                              | 西原・市役所前                                 | 上尾駅東口 | 朝日自動車                   |                                        |
| 沼南駅前 | ミッドナイトアロー伊奈・内宿 |                                                | 内宿駅     | 東武バスウエスト             | 深夜バス 降車専用（大宮駅発） 平日運転 |
| 沼南駅   | 東西循環                     | 原市駅・原市団地北口・沼南駅                   |            | 上尾市内循環バスぐるっとくん |                                        |
| 沼南駅   | 東西循環                     | 水上公園南・上尾運動公園入口                   | 上尾駅西口 | 上尾市内循環バスぐるっとくん |                                        |
| 沼南駅   | 東西循環                     | 平塚公園・上平支所公民館・北上尾駅西口         | 上尾駅西口 | 上尾市内循環バスぐるっとくん |                                        |
| 沼南駅   | 原市循環                     | 県営砂団地・尾山台小学校・原市駅・水上公園入口 | 上尾駅東口 | 上尾市内循環バスぐるっとくん |                                        |
| 沼南駅   | 原市循環                     | 原市駅・水上公園入口                           | 上尾駅東口 | 上尾市内循環バスぐるっとくん |                                        |
| 沼南駅   | 原市循環                     | 平塚公園・上平公園北口・市役所前               | 上尾駅東口 | 上尾市内循環バスぐるっとくん |                                        |

## 隣の駅
埼玉新都市交通
 伊奈線（ニューシャトル）
原市駅 (NS07) - 沼南駅 (NS08) - 丸山駅 (NS09)